# David Lam (réalisateur)
 (avril 2019).
Si vous disposez d'ouvrages ou d'articles de référence ou si vous connaissez des sites web de qualité traitant du thème abordé ici, merci de compléter l'article en donnant les références utiles à sa vérifiabilité et en les liant à la section « Notes et références ».
Cet article concerne le réalisateur hongkongais. Pour l'homme politique canadien, voir David Lam.
Pour les articles homonymes, voir Lam.
David Lam Tak-Luk (chinois : 林德禄) est un réalisateur, producteur et acteur hongkongais.

## Filmographie
- 1985 : Au revoir maman
- 1988 : Prison pour femmes (en)
- 1988 : Les Filles sans demain (en)
- 1989 : Les Sauvages
- 1990 : Doctor's Heart
- 1990 : Hong Kong Gigolo
- 1991 : Quatre puissants
- 1992 : Filles Sans Demain 1992 (en)
- 1993 : Premier coup (en)
- 1993 : Couples parfaits
- 1994 : Larmes et triomphe
- 1994 : L'Amour moderne
- 1995 : Connexion asiatique
- 1998 : Fai seung ging chaat
- 1999 : Marge d'eau : Histoires sexuelles des héros
- 1999 : Street Angels
- 2014 : Z Storm
- 2016 : S Storm
- 2017 : Dealer/Healer
- 2018 : L Storm
- 2019 : P Storm
- 2021 : G Storm